# Procuraduría para la Defensa de los Derechos Humanos (El Salvador)
La Procuraduría para la Defensa de los Derechos Humanos, según la ley respectiva que rige la entidad estatal, es "una institución integrante del Ministerio Público, de carácter permanente e independiente, con personalidad jurídica propia y autonomía administrativa", que tiene como objetivo "velar por la protección, promoción y educación de los derechos humanos".
Los Acuerdos de Paz de Chapultepec, que dieron por finalizada la guerra civil de El Salvador, establecieron las bases de la elección del procurador Nacional para la Defensa de los Derechos Humanos. Las reformas constitucionales que incorporaron la figura del funcionario público fueron aprobadas por Decreto Legislativo n.º 64, del 31 de octubre de 1991, publicado en el Diario Oficial n.º 217, Tomo n.º 313, del 20 de noviembre de 1991, y la Ley de la Procuraduría para la Defensa de los Derechos Humanos fue emitida mediante Decreto Legislativo n.º 183, del 20 de febrero de 1992, publicado en el Diario Oficial n.º 45, Tomo n.º 314, del 6 de marzo de 1992.
Junto al fiscal general de la República y el procurador general de la República, forma parte del Ministerio Público de El Salvador. El procurador es elegido por la Asamblea Legislativa salvadoreña y desempeña el cargo por un período de tres años con posibilidad de ser reelegido. Entre algunas facultades, que  la Constitución Política de El Salvador le otorga, se encuentran (art. 194):
- Investigar, de oficio o por denuncia que hubiere recibido, casos de violaciones a los Derechos Humanos;
- Promover recursos judiciales o administrativos para la protección de los Derechos Humanos;
- Emitir opiniones sobre proyectos de leyes que afecten el ejercicio de los Derechos Humanos; y Formular conclusiones o recomendaciones pública o privadamente.